# Grevillea rosmarinifolia
Espèce
Grevillea rosmarinifolia est une espèce de plantes à fleurs de la famille des Proteaceae. C'est un arbuste qui est endémique à la Nouvelle-Galles du Sud et au Victoria en Australie. Elle a été importée en Australie-Méridionale.
L'espèce a été décrite pour la première fois par le botaniste Allan Cunningham lors d'une expédition en Nouvelle-Galles du Sud.

## Liste des sous-espèces
Selon Catalogue of Life (21 mars 2016) :
- sous-espèce Grevillea rosmarinifolia subsp. glabella (R.Br.) Makinson
- sous-espèce Grevillea rosmarinifolia subsp. rosmarinifolia

## Description
Il mesure entre 0,3 et 2 mètres de hauteur et fleurit entre août et décembre (du milieu de l'hiver au début de l'été) dans son aire naturelle. Les fleurs roses ou rouges produisent beaucoup de nectar qui attire oiseaux et insectes. Les feuilles rappelant celles du romarin font 0,8 à 3,8 cm de long sur 0,7 à 3 mm de large.

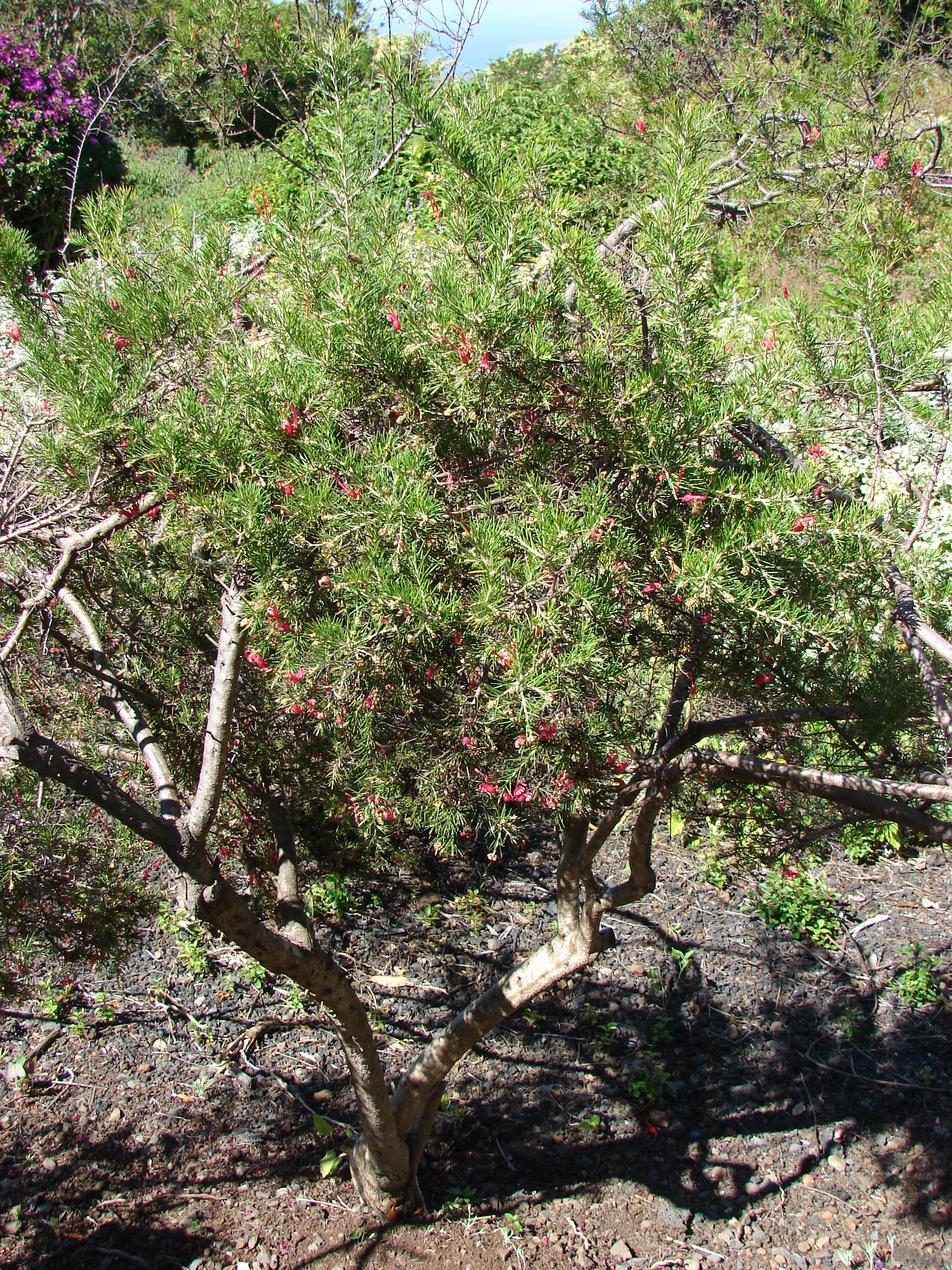
Aspect d'ensemble.
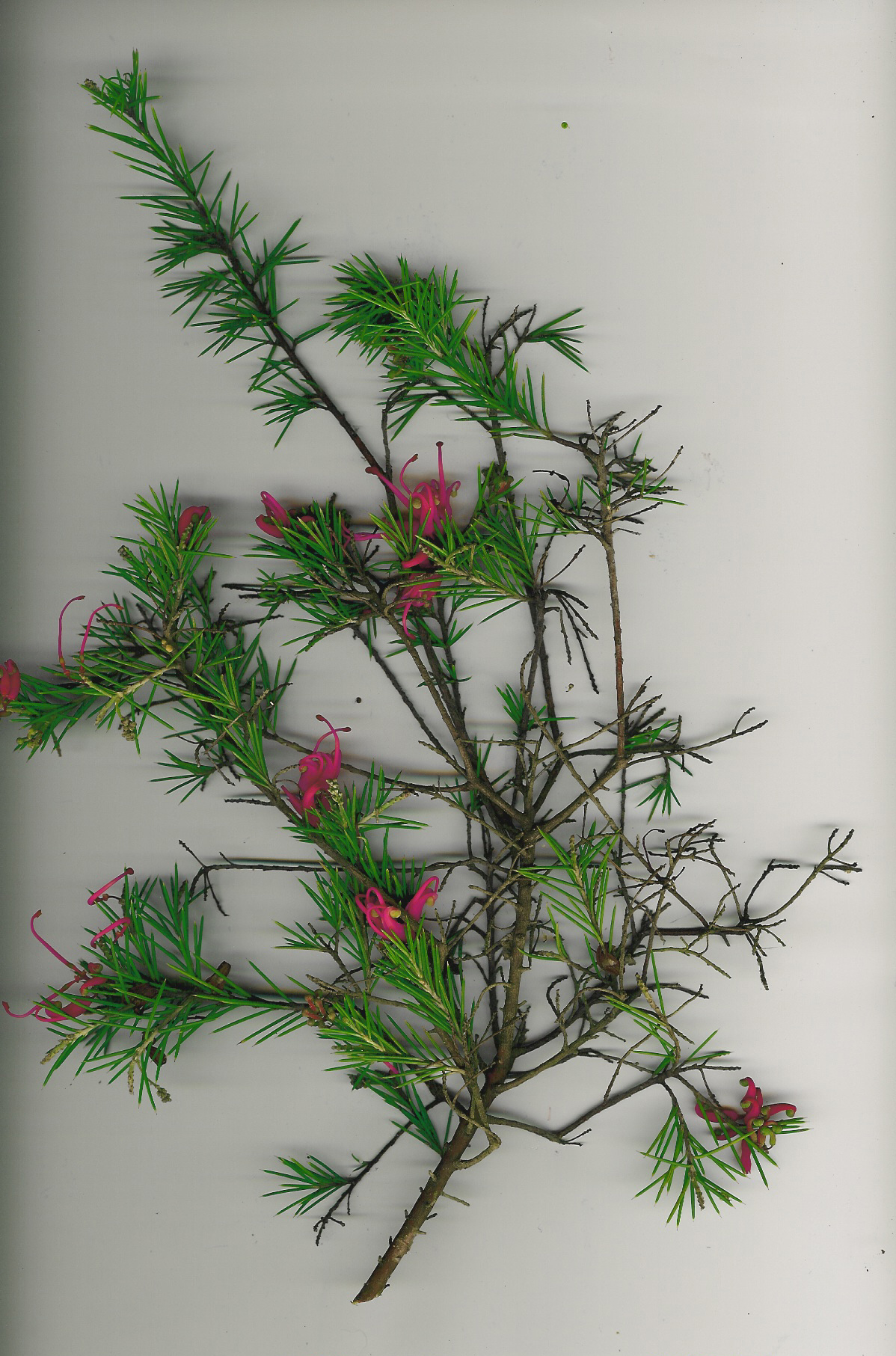
Une branche.
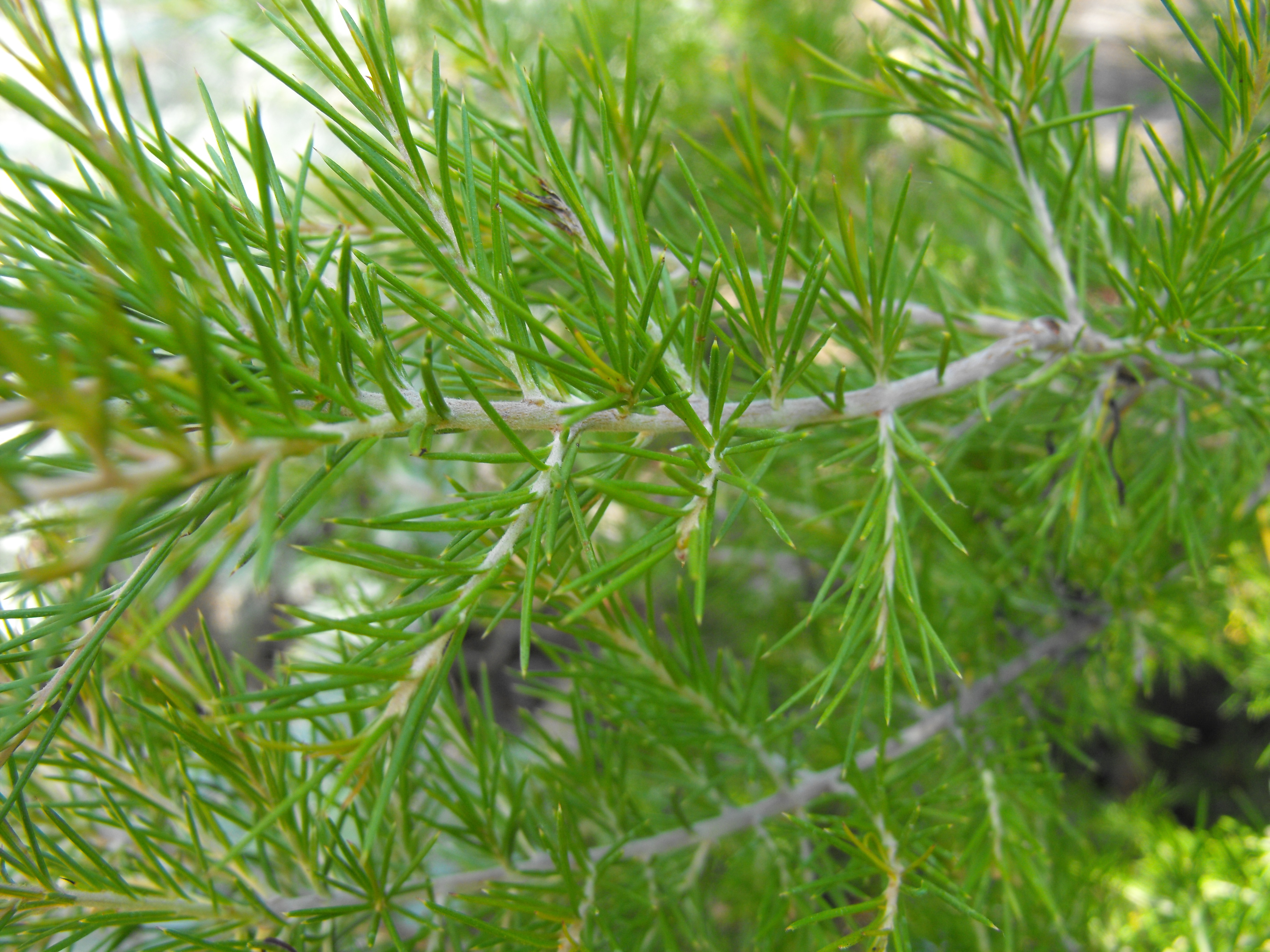
Feuillage.
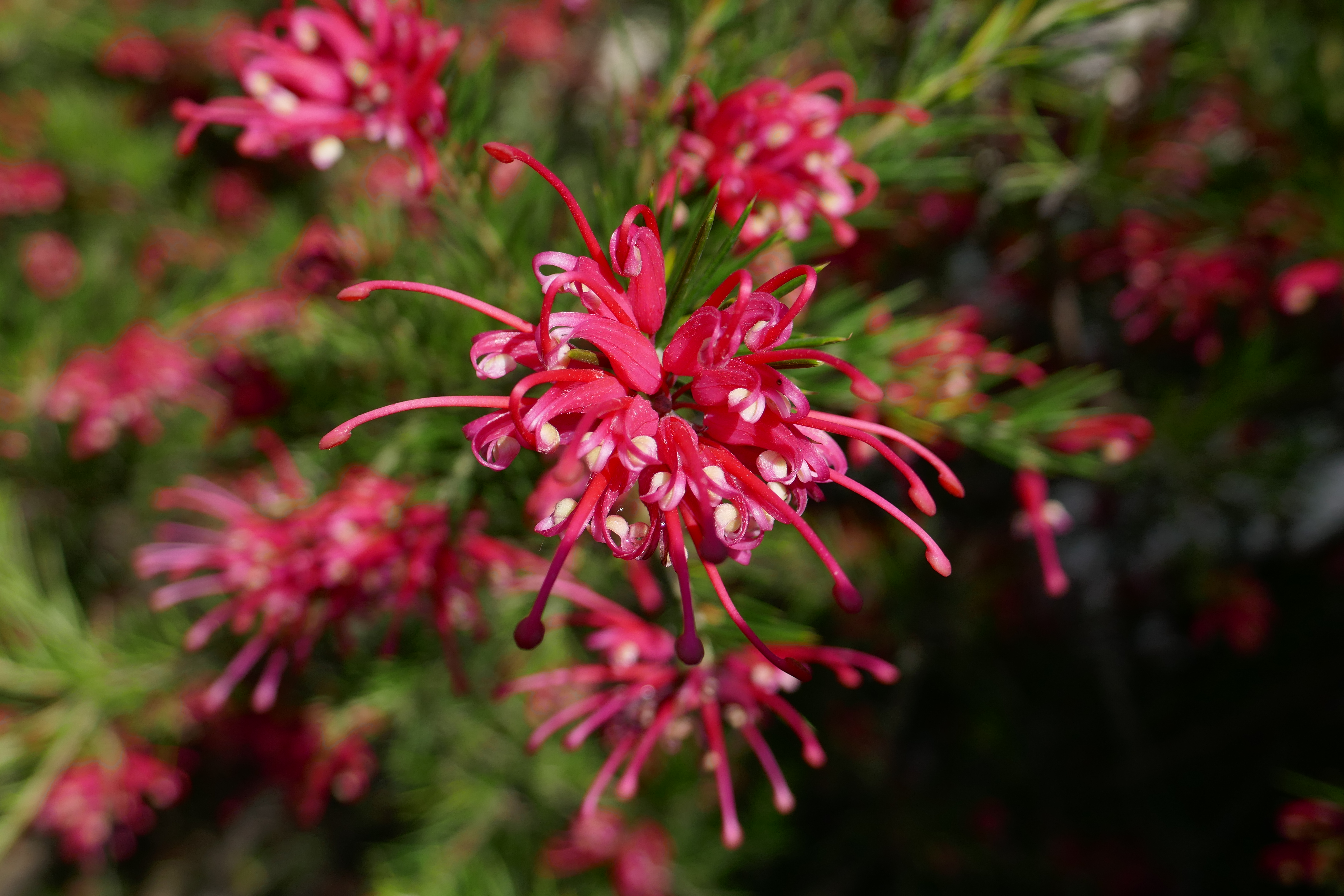
Inflorescence.
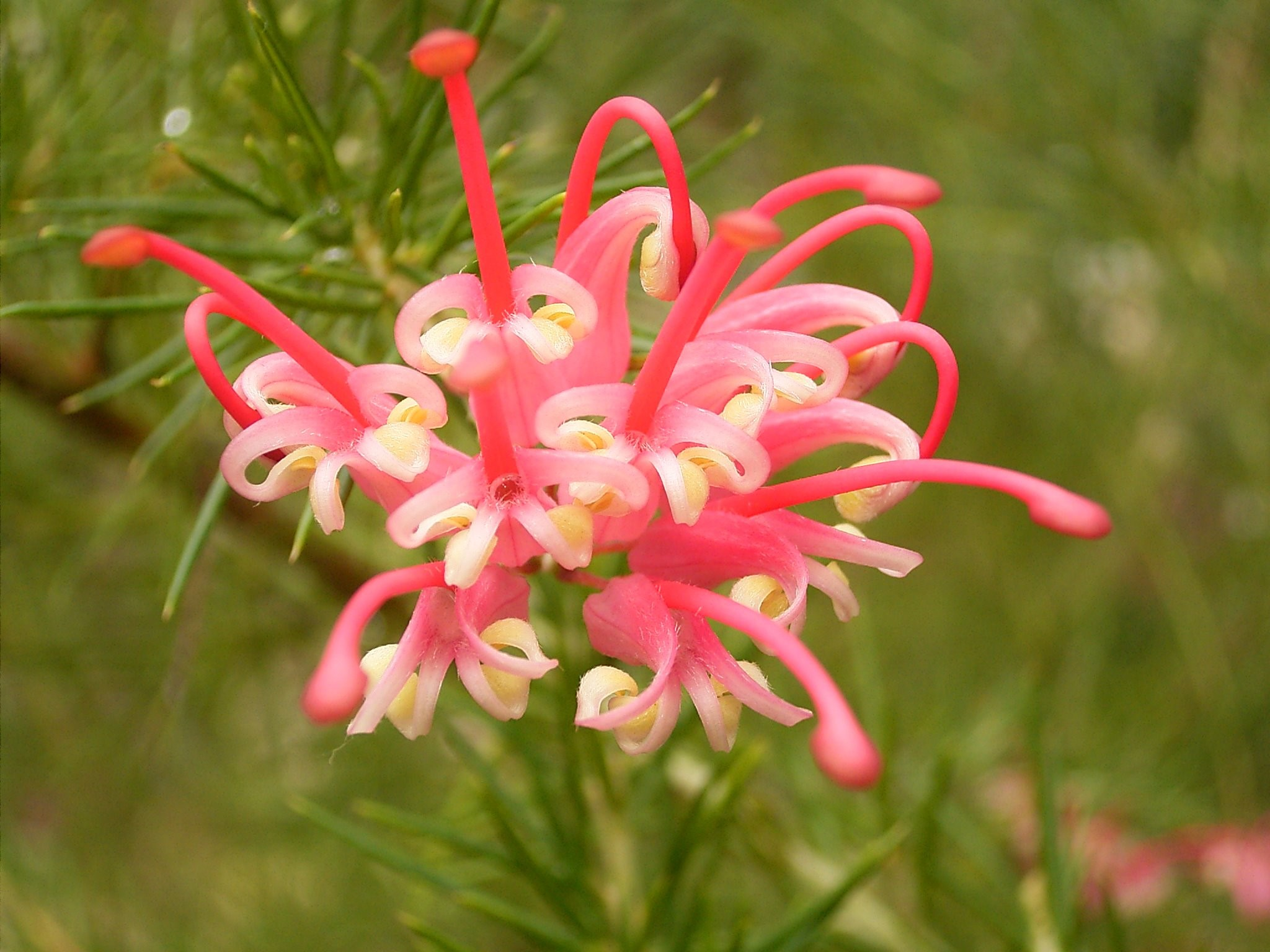
Inflorescence, forme claire.
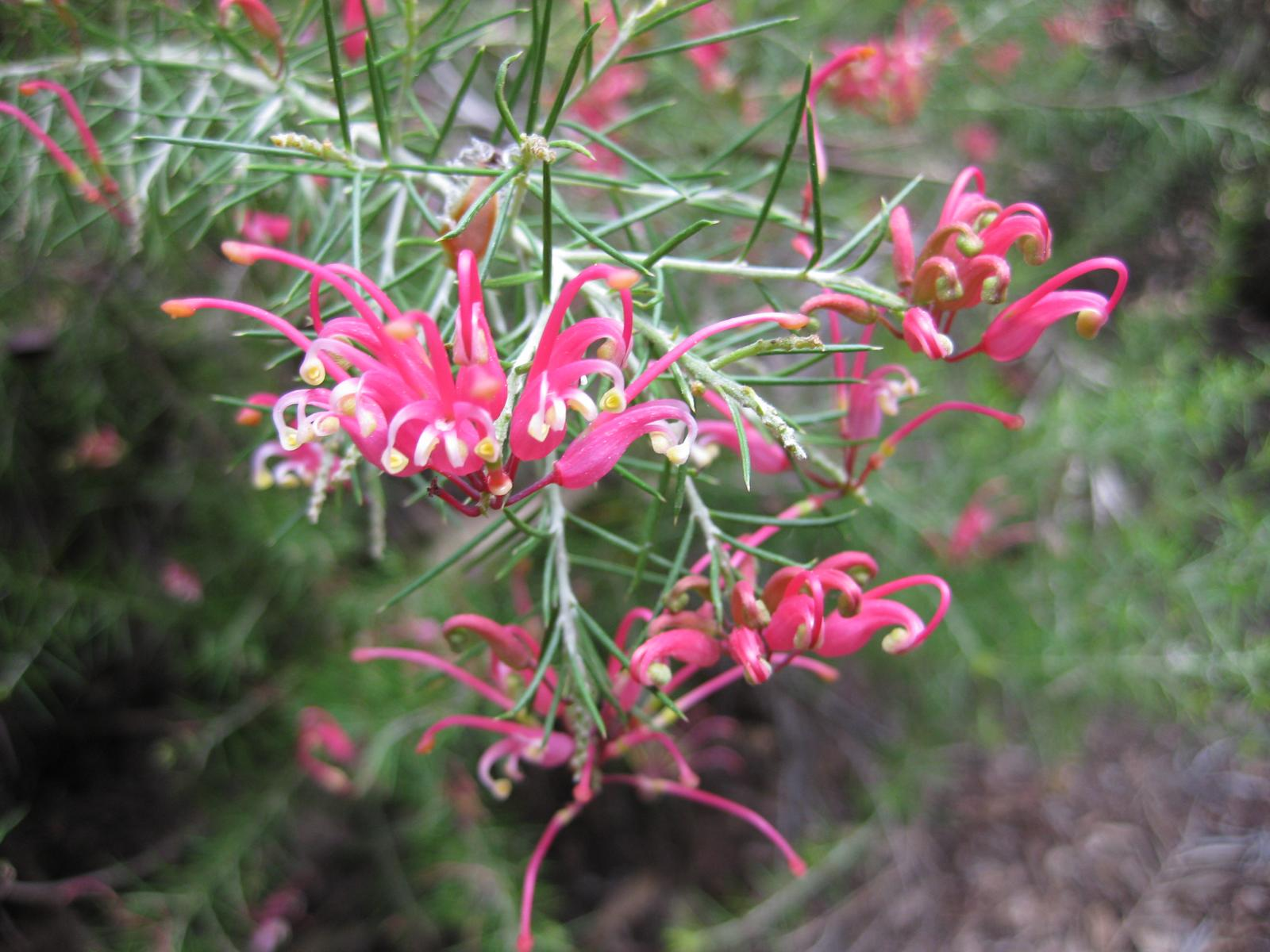
Cultivar 'Scarlet Spirit'.
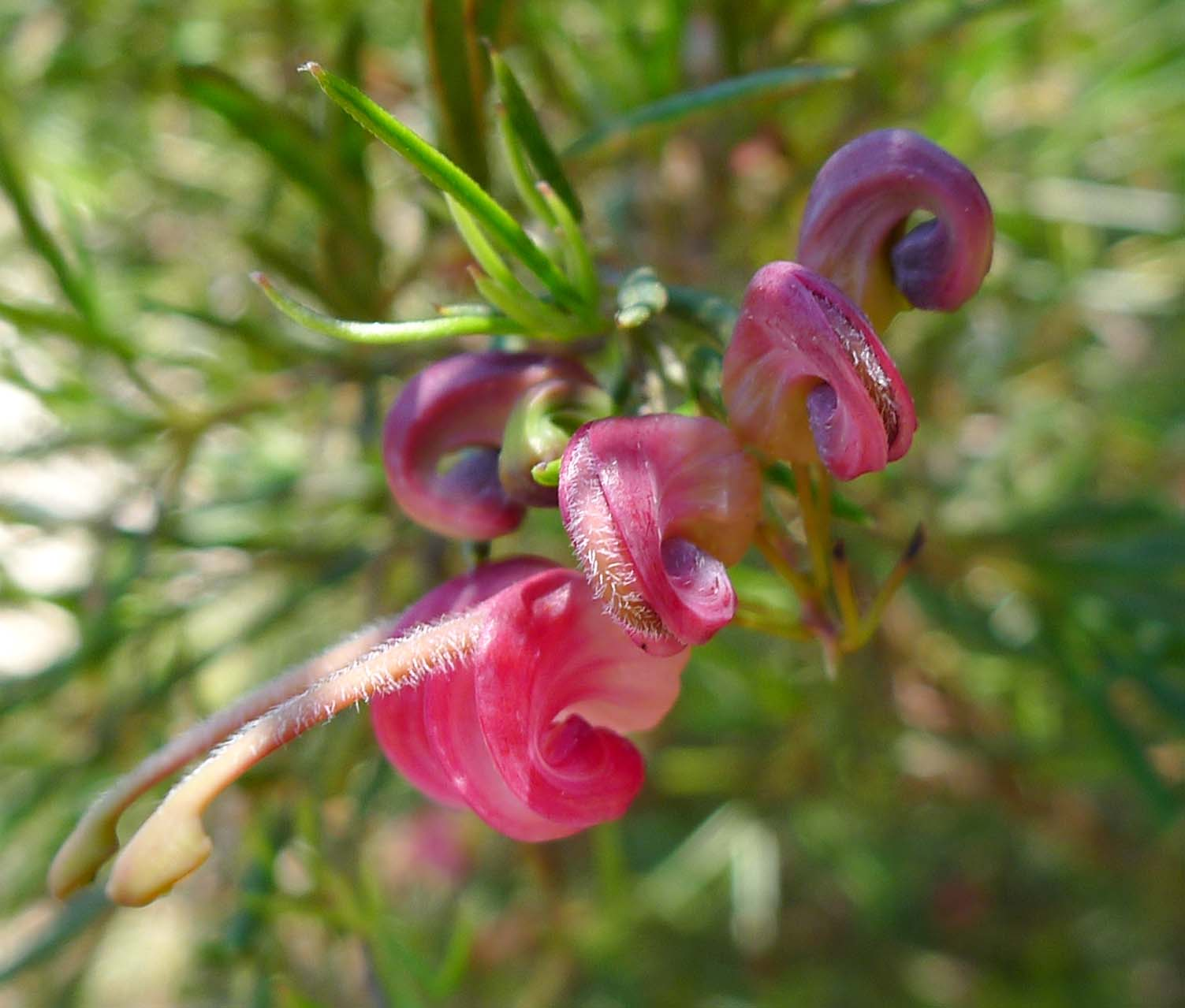
Fleurs.